# Заславський Юрій Іванович
Юрій Іванович Заславський (нар. 6 березня 1982, м. Хмельницький) — український підприємець, політик. Народний депутат України IX скликання.

## Життєпис
Закінчив економічний факультет Хмельницького економічного університету, юридичний факультет Львівського університету ім. Франка. Навчався у Національній академії державного управління при Президентові України (вивчав державне управління).
Директор ТОВ «Макрус ЛТД».

## Політика
Балотувався до Хмельницької міської ради.
Кандидат у народні депутати від партії «Слуга народу» на парламентських виборах 2019 року, № 118 у списку. На час виборів: директор ТОВ «Макрус ЛТД», член партії «Слуга народу», живе у Хмельницькому.
Член Комітету ВРУ з питань здоров'я нації, медичної допомоги та медичного страхування.
5 червня 2020 року Заславського, за його словами, було побито біля села Зарічани на Житомирщині. За словами депутата, на заправці під час спілкування з незнайомим чоловіком почалася сварка і Юрій отримав кілька ударів.
22 липня 2025 року проголосував за проєкт закону 12414, що обмежує Національне антикорупційне бюро України та Спеціалізовану антикорупційну прокуратуру. Закон викликав хвилю антикорупційних протестів.